# Отаки (княжество)

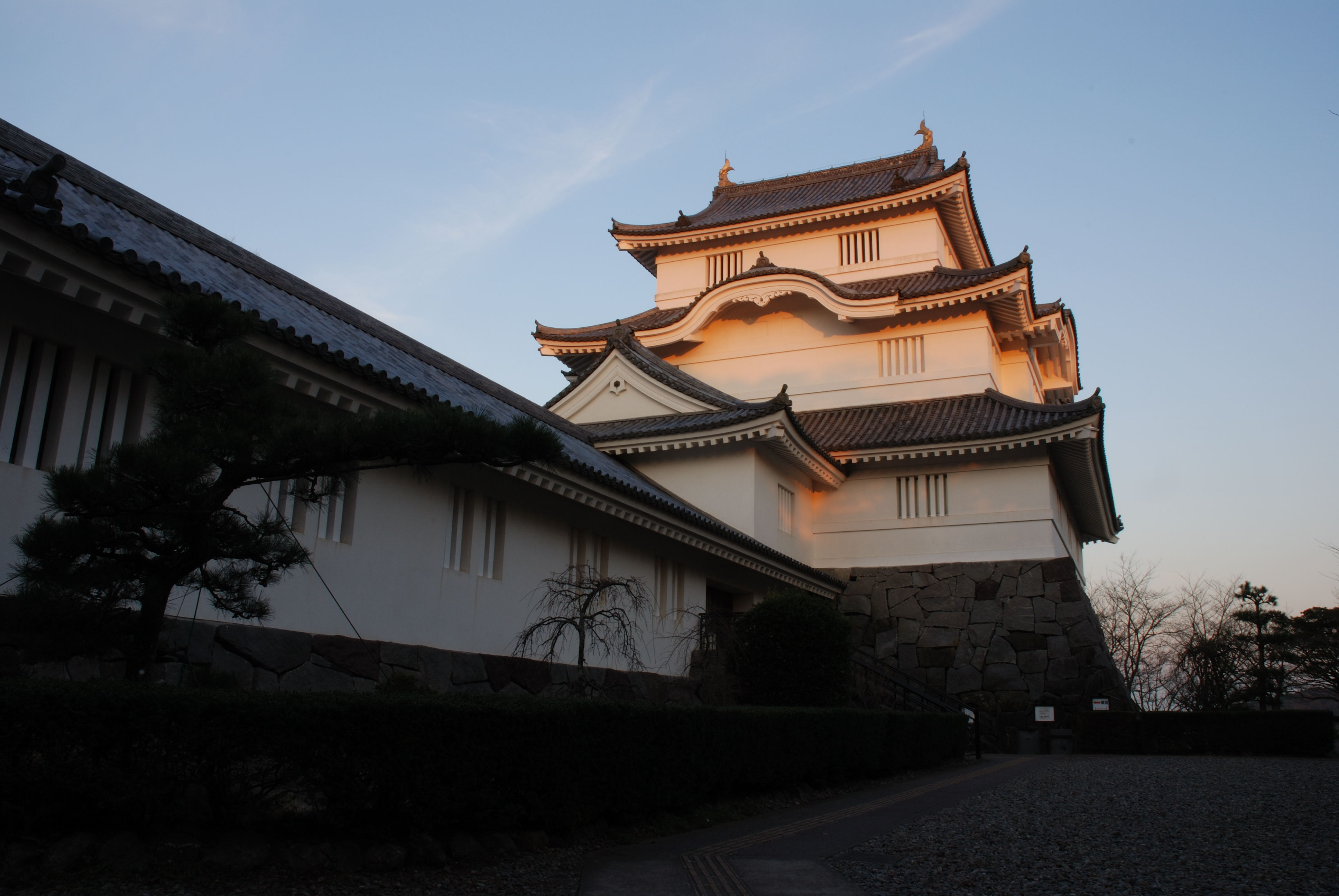
Башня в замке Отаки

Княжество Отаки (яп. 大多喜藩 Отаки-хан) — феодальное княжество (хан) в Японии периода Эдо (1590—1868), в провинции Кадзуса региона Токайдо на острове Хонсю (современная префектура Тиба).

## Краткая информация
Административный центр княжества: замок Отаки (современный посёлок Отаки, префектура Тиба).
Доход хана:
- 1590—1617 годы — 100—50000 коку риса
- 1617—1625 годы — 20000 коку
- 1638—1702 годы — 10—16000 коку риса
- 1703—1871 годы — 20000 коку

## История княжества
Замок Отаки был построен кланом Сатоми на полуострове Босо в период Сэнгоку. В 1590 году после битвы при Одаваре фактический правитель Японии Тоётоми Хидэёси передал регион Канто во владение своему крупнейшему вассалу Токугаве Иэясу. Токугава Иэясу назначил одного из своих четырёх генералов, Хонду Тадакацу (1548—1610), правителем нового княжества Отаки в провинции Кадзуса с доходом 100 000 коку риса.
В 1601 году Хонда Тадакацу был переведён в Кувана-хан (провинция Исэ). Вторым даймё Отаки-хана был назначен Хонда Тадатомо (1582—1615), младший сын Тадакацу, но его доход был сокращен до 50 000 коку. В 1615 году Хонда Тадатомо погиб во время битвы при Тэннодзи. Ему наследовал второй сын Хонда Масатомо (1599—1638), который в 1617 году был переведён в Тацуно-хан (провинция Харима).
В 1617—1619 годах княжеством владел Абэ Масацугу (1569—1647), герой Осакской осады, который ранее владел Хатагоя-ханом в провинции Мусаси. Но его рисовый доход был снижен до 30 000 коку. В 1619 году Абэ Масацугу был переведён в Одавара-хан (провинция Сагами).
В 1623—1625 годах Отаки-хан принадлежал Аояме Тадатоси (1578—1643), бывшему правителю Ивацуки-хана (провинция Мусаси) и воспитателю третьего сёгуна Токугавы Иэмицу. Его рисовый доход был снижен до 20 000 коку.
В 1619—1623, 1625—1638 годах Отаки-хан находился под прямым управлением сёгуната Токугава.
В 1638—1652 годах княжеством управлял Абэ Масаёси (1627—1685), внук Абэ Масацугу. В 1671—1677 годах он являлся правителем Оси-хана в провинции Мусаси. В 1671 году вторым даймё Отаки-хан стал его родственник Абэ Масахару (1637—1716), бывший правитель Ивацуки-хана (провинция Мусаси). В 1702 году он был переведён из Отаки-хана в Кария-хан (провинция Микава).
В 1702 году, в течение 21 дня, княжеством владел Инагаки Сигэтоми (1673—1710), ранее правивший в Кария-хане. В том же 1702 году перевели в Карасуяма-хан (провинция Симоцукэ).
В 1703—1871 годах княжеством управлял род Мацудайра (ветвь Окоти), одна из боковых линий династии Токугава. В 1703 году новым правителем Отаки-хана был назначен Мацудайра (Окоти) Масахиса (1659—1720), ранее владевший Таманава-ханом в провинции Сагами. Его потомки правили в княжестве вплоть до Реставрации Мэйдзи в 1871 году.
Во время Войны Босин (1868—1869) последний (9-й) даймё Отаки-хана Окоти Масатада первоначально сражался на стороне сёгуната Токугава в битве при Тоба — Фусими, но позднее перешел на сторону нового императора Мэйдзи. В 1869—1871 годах Мацудайра (Окоти) Масатада являлся губернатором Отаки-хана, а позднее получил от императора титулы пэра и виконта.
Отаки-хан был ликвидирован в июле 1871 года. Первоначально княжество было переименовано в префектуру Отаки, которая в ноябре 1871 года была объединена с соседней префектурой Кисарадзу, которая в 1873 году вошла в состав префектуры Тиба.

## Правители княжества
- Род Хонда, 1590—1617 (фудай-даймё)

| № | Имя            | Имя      | Годы правления | Годы жизни  | Примечания                                                               |
| - | -------------- | -------- | -------------- | ----------- | ------------------------------------------------------------------------ |
| 1 | Хонда Тадакацу | 本多忠勝 | 1590 — 1601    | 1584 — 1610 | Сын Хонды Тадатаки (1526—1549), один из четырёх генералов Токугава Иэясу |
| 2 | Хонда Тадатомо | 本多忠朝 | 1601 — 1615    | 1582 — 1615 | Младший сын Хонды Тадакацу                                               |
| 3 | Хонда Масатомо | 本多政朝 | 1615 — 1617    | 1599 — 1638 | Старший сын Хонды Тадамасы                                               |

- Род Абэ, 1617—1623 (фудай-даймё)

| № | Имя          | Имя       | Годы правления | Годы жизни  | Примечания                           |
| - | ------------ | --------- | -------------- | ----------- | ------------------------------------ |
| 1 | Абэ Масацугу | 阿部 正次 | 1617 — 1623    | 1569 — 1647 | Старший сын Абэ Масакацу (1541—1600) |

- Род Аояма, 1623—1625 (фудай-даймё)

| № | Имя            | Имя       | Годы правления | Годы жизни  | Примечания                |
| - | -------------- | --------- | -------------- | ----------- | ------------------------- |
| 1 | Аояма Тадатоси | 青山 忠俊 | 1617 — 1623    | 1578 — 1643 | Второй сын Аоямы Таданари |

- Род Абэ, 1638—1702 (фудай-даймё)

| № | Имя          | Имя      | Годы правления | Годы жизни  | Примечания                                                |
| - | ------------ | -------- | -------------- | ----------- | --------------------------------------------------------- |
| 1 | Абэ Масаёси  | 阿部正能 | 1638 — 1652    | 1627 — 1685 | Старший сын Абэ Масадзуми (1593—1628) и внук Абэ Масацугу |
| 2 | Абэ Масахару | 阿部正春 | 1671 — 1702    | 1637 — 1716 | Второй сын Абэ Сигэцугу                                   |

- Род Инагаки, 1702 (фудай-даймё)

| № | Имя              | Имя      | Годы правления | Годы жизни | Примечания                            |
| - | ---------------- | -------- | -------------- | ---------- | ------------------------------------- |
| 1 | Инагаки Сигэтоми | 稲垣重富 | 1702           | 1673— 1710 | Второй сын и преемник Инагаки Сигэаки |

- Мацудайра (ветвь Нагасава-Окоти), 1703—1871 (фудай-даймё)

| № | Имя                        | Имя       | Годы правления | Годы жизни  | Примечания                                                            |
| - | -------------------------- | --------- | -------------- | ----------- | --------------------------------------------------------------------- |
| 1 | Мацудайра (Окоти) Масахиса | 松平正久  | 1703 — 1720    | 1659 — 1720 | Второй сын и преемник Мацудайры Масанобу                              |
| 2 | Мацудайра (Окоти) Масасада | 松平正貞  | 1720 — 1749    | 1682 — 1749 | Старший сын Мацудайры Масахисы                                        |
| 3 | Мацудайра (Окоти) Масахару | 松平正温  | 1749 — 1767    | 1725 — 1782 | Третий сын Мацудайры Нобутоки, усыновлён Мацудайрой (Окоти) Масасадой |
| 4 | Мацудайра (Окоти) Масанори | 松平正升  | 1767 — 1803    | 1742 — 1804 | Старший сын и преемник Мацудайры Масахару                             |
| 5 | Мацудайра (Окоти) Масамити | 松平 正路 | 1803 — 1808    | 1765 — 1808 | Старший сын Мацудайры Масанори                                        |
| 6 | Мацудайра (Окоти) Масаката | 松平正敬  | 1808 — 1826    | 1794 — 1832 | Старший сын и преемник Мацудайры Масамити                             |
| 7 | Мацудайра (Окоти) Масаёси  | 松平正義  | 1826 — 1837    | 1806 — 1837 | Второй сын 5-го даймё Мацудайры Масанори                              |
| 8 | Мацудайра (Окоти) Масатомо | 松平正和  | 1837 — 1862    | 1823 — 1862 | Старший сын 6-го даймё Мацудайры Масакаты                             |
| 9 | Мацудайра (Окоти) Масатада | 松平正質  | 1862 — 1871    | 1844 — 1901 | Сын Манабэ Акикацу, усыновлён Мацудайрой Масатомо                     |